# Saint-Gengoux-de-Scissé
 Saint-Gengoux-de-Scissé  es una población y comuna francesa, en la región de Borgoña, departamento de Saona y Loira, en el distrito de Mâcon y cantón de Lugny.

## Demografía
| 511 | 504 | 519 | 548 | 527 | 531 |
| Para los censos de 1962 a 1999 la población legal corresponde a la población sin duplicidades (Fuente: INSEE [Consultar]) |     |     |     |     |     |